# Джо Делоуч
Джо Делоуч (англ. Joe DeLoach; нар. 5 червня 1967, Бей-Сіті, Техас, США) — американський легкоатлет, що спеціалізується на спринті, олімпійський чемпіон 1988 року.

## Кар'єра
| Рік             | Змагання         | Місто                | Місце           | Дисципліна        | Примітки        |
| Представник США | Представник США  | Представник США      | Представник США | Представник США   | Представник США |
| --------------- | ---------------- | -------------------- | --------------- | ----------------- | --------------- |
| 1988            | Олімпійські ігри | Сеул, Південна Корея | 1               | біг на 200 метрів | 19.75           |